# Liste der Kulturdenkmale in Klein Neundorf
In der Liste der Kulturdenkmale in Klein Neundorf sind sämtliche Kulturdenkmale des Görlitzer Ortsteils Klein Neundorf verzeichnet, die bis Oktober 2017 vom Landesamt für Denkmalpflege Sachsen erfasst wurden (ohne archäologische Kulturdenkmale). Die Anmerkungen sind zu beachten.
Diese Liste ist eine Teilliste der Liste der Kulturdenkmale in Görlitz.

## Liste der Kulturdenkmale in Klein Neundorf
| Bild                                    | Bezeichnung                                                                                   | Lage                      | Datierung                                                                                 | Beschreibung | ID       |
| --------------------------------------- | --------------------------------------------------------------------------------------------- | ------------------------- | ----------------------------------------------------------------------------------------- | --- | -------- |
| Direkt Bild zu diesem Denkmal hochladen | Rittergut mit Herrenhaus, angrenzendem Wirtschaftsgebäude, zwei Scheunen und kleinem Wohnhaus | Am Schafberg 3, 4 (Karte) | 2. Hälfte 18. Jahrhundert (Herrenhaus); um 1910 (Gutsscheune); um 1870 (kleines Wohnhaus) | Baugeschichtlich und ortsgeschichtlich von Bedeutung, Herrenhaus mit Korbbogenportal | 09269721 |
| Direkt Bild zu diesem Denkmal hochladen | Bauernhof (Gartennahrung) mit Wohnhaus, Scheune und Anbau an der Scheune                      | Am Schafberg 9 (Karte)    | Um 1850                                                                                   | Scheune Ziegel mit Keller und Dreschmaschine, ortsgeschichtliche und baugeschichtliche Bedeutung. Der Hof zählt zu den wenigen Gartennahrungs-Höfen des Dorfes. Da hier ein Rittergut lag (Am Schafberg 3, 4), gibt es ansonsten fast nur Häusleranwesen. Am Schafberg 9 ist in seiner originalen Struktur erhalten. | 09304048 |
|                                         | Kriegerdenkmal für die Gefallenen des Ersten Weltkrieges, umgeben von kleiner Grünanlage      | Seestraße (Karte)         | Nach 1918                                                                                 | Großer Obelisk mit Eisernem Kreuz als Bekrönung, ortsgeschichtlich von Bedeutung | 09269717 |
| Direkt Bild zu diesem Denkmal hochladen | Ländliches Wohnhaus                                                                           | Seestraße 24 (Karte)      | Nach 1800                                                                                 | Obergeschoss Fachwerk, ehemals Langständerbau, baugeschichtlich von Bedeutung | 09269718 |
| Direkt Bild zu diesem Denkmal hochladen | Bauernhaus                                                                                    | Seestraße 25 (Karte)      | 1. Hälfte 19. Jahrhundert                                                                 | Obergeschoss Fachwerk verbrettert, baugeschichtlich von Bedeutung | 09269720 |
| Direkt Bild zu diesem Denkmal hochladen | Wohnhaus                                                                                      | Seestraße 28 (Karte)      | Um 1910                                                                                   | Obergeschoss Fachwerk im Heimatstil, baugeschichtlich von Bedeutung | 09269719 |
| Direkt Bild zu diesem Denkmal hochladen | Häusleranwesen                                                                                | Seestraße 35 (Karte)      | 1. Hälfte 19. Jahrhundert                                                                 | Obergeschoss Fachwerk, baugeschichtlich von Bedeutung | 09269715 |

## Ehemaliges Denkmal
| Bild                                    | Bezeichnung | Lage                   | Datierung       | Beschreibung | ID       |
| --------------------------------------- | ----------- | ---------------------- | --------------- | --- | -------- |
| Direkt Bild zu diesem Denkmal hochladen | Scheune     | Am Schafberg 5 (Karte) | 18. Jahrhundert | Obergeschoss Fachwerk, zum Gutshof gehörig, bau- und wirtschaftsgeschichtlich von Bedeutung. Zwischen 2017 und 2024 aus der Denkmalliste gestrichen. | 09269722 |

## Tabellenlegende
- Bild: Bild des Kulturdenkmals, ggf. zusätzlich mit einem Link zu weiteren Fotos des Kulturdenkmals im Medienarchiv Wikimedia Commons. Wenn man auf das Kamerasymbol klickt, können Fotos zu Kulturdenkmalen aus dieser Liste hochgeladen werden:
- Bezeichnung: Denkmalgeschützte Objekte und ggf. Bauwerksname des Kulturdenkmals
- Lage: Straßenname und Hausnummer oder Flurstücknummer des Kulturdenkmals. Die Grundsortierung der Liste erfolgt nach dieser Adresse. Der Link (Karte) führt zu verschiedenen Kartendiensten mit der Position des Kulturdenkmals. Fehlt dieser Link, wurden die Koordinaten noch nicht eingetragen. Sind diese bekannt, können sie über ein Tool mit einer Kartenansicht einfach nachgetragen werden. In dieser Kartenansicht sind Kulturdenkmale ohne Koordinaten mit einem roten bzw. orangen Marker dargestellt und können durch Verschieben auf die richtige Position in der Karte mit Koordinaten versehen werden. Kulturdenkmale ohne Bild sind an einem blauen bzw. roten Marker erkennbar.
- Datierung: Baubeginn, Fertigstellung, Datum der Erstnennung oder grobe zeitliche Einordnung entsprechend des Eintrags in der sächsischen Denkmaldatenbank
- Beschreibung: Kurzcharakteristik des Kulturdenkmals entsprechend des Eintrags in der sächsischen Denkmaldatenbank, ggf. ergänzt durch die dort nur selten veröffentlichten Erfassungstexte oder zusätzliche Informationen
- ID: Vom Landesamt für Denkmalpflege Sachsen vergebene, das Kulturdenkmal eindeutig identifizierende Objekt-Nummer. Der Link führt zum PDF-Denkmaldokument des Landesamtes für Denkmalpflege Sachsen. Bei ehemaligen Kulturdenkmalen können die Objektnummern unbekannt sein und deshalb fehlen bzw. die Links von aus der Datenbank entfernten Objektnummern ins Leere führen. Ein ggf. vorhandenes Icon  führt zu den Angaben des Kulturdenkmals bei Wikidata.